# Зарудичи
Зару́дичи (бел. Зару́дзічы, пол. Zarudzicze) — деревня в Сморгонском районе Гродненской области Белоруссии.
Входит в состав Залесского сельсовета.
Расположена на реке Драй. Расстояние до районного центра Сморгонь по автодороге — около 12 км, до центра сельсовета агрогородка Залесье  по прямой — 1,5 км. Ближайшие населённые пункты — Вётхово, Залесье, Яневичи. Площадь занимаемой территории составляет 0,6443 км², протяжённость границ 6720 м.
Родина А.Ф. Сологуба — белорусского поэта, представителя направления «тюремной лирики» в белорусской литературе.

## История
Зарудичи отмечены на карте Шуберта (середина XIX века) в составе Беницкой волости Ошмянского уезда Виленской губернии. Упоминаются под названием Зарудничи (пол. Zarudnicze) в составе имения Залесье князей Огинских. Являлись центром деревенского округа, в который входили также Михневичи и Оленец. Всего на 1865 год округ насчитывал 320 ревизских душ имущих крестьян. Непосредственно в Зарудичах числилось: 31 дым (двор), 343 православных, 20 католиков, 118 душ ревизских.
После Советско-польской войны, завершившейся Рижским договором, в 1921 году Западная Белоруссия отошла к Польской Республике и деревня была включена в состав новообразованной сельской гмины Беница Молодечненского повета Виленского воеводства.
В 1938 году Зарудичи насчитывали 89 дымов и 446 душ.
В 1939 году, согласно секретному протоколу, заключённому между СССР и Германией, Западная Белоруссия оказалась в сфере интересов советского государства и её территорию заняли войска Красной армии. Деревня вошла в состав новообразованного Сморгонского района Вилейской области БССР. После реорганизации административного-территориального деления БССР деревня была включена в состав новой Молодечненской области в 1944 году. В 1960 году, ввиду новой организации административно-территориального деления и упразднения Молодечненской области, Зарудичи вошли в состав Гродненской области.

## Население
| 1865 | 1938 | 1999 | 2009 |
| ---- | ---- | ---- | ---- |
| 363  | 446  | 308  | 244  |